# 依網屯倉
依網屯倉（よさみ の みやけ）は、河内国に設置された大和朝廷の直轄地（屯倉）。

## 概要
成立の事情ははっきりしないが、依網池と同時に周辺の土地が開鑿されたものと見られる。5世紀代と推定される初期の屯倉は、大和王権の経済的基盤として、畿内およびその周辺に設置されたものが多いことが窺われる。
崇神天皇は「農業は天下の大本であり、人民のたのみとするところであるが、大阪狭山市狭山の田は水が少ないので、池や溝を掘ろう」という詔を出し、その年のうちに依網池を築造している。
「依網屯倉」の名が初めて史料に登場するのは、推定仁徳43年、依網屯倉の「阿弭古」が異しき鳥を捕獲し、仁徳天皇にたてまつった、という記述である。この時、百済からの渡来人、酒君は「倶知」（くち）と百済では呼ぶことを説明しており、そこから鷹甘部が設立され、鷹狩が行われた、という説話になっている。
次に屯倉の名前が登場するのは、推古天皇15年（608年）、倭国・山背国・河内国に池や溝を築造した、という記述があるのだが、続けて
とあり、この時に「依網池」も改めて築造されているので、屯倉も再設置されたものと思われる。
皇極天皇元年（642年）5月、河内国の依網屯倉にて、百済の王子で日本に亡命してきた翹岐らをよんで、「射猟」（うまゆみ）を見せた、という記述もある。
以上のように大和王権にとって重要な拠点である屯倉であったと思われ、田畑だけではなく、大王家の猟場があったことが推定される。
位置については、『和名類聚抄』によると、摂津国住吉郡大羅（おおよさみ）郷、河内国丹比郡依網（よさみ）郷・三宅（みやけ）郷の地域であろうと推定され、現在の大阪府住吉区我孫子町・庭井町から大和川の対岸、松原市天善町・三宅にあたる一帯を指す広大なものだったと思われる。堺市の方まで広がっていたとする説もある。